# Amedeo Tessitori
Amedeo Vittorio Tessitori (Pisa, 7 ottobre 1994) è un cestista italiano.

## Carriera
Cresciuto nella giovanili della Virtus Siena, ha esordito in prima squadra nella stagione 2010-2011 disputando la Serie A Dilettanti. Nel marzo del 2011 è stato nominato MVP della Coppa Italia LNP 2010-11, vinta proprio dalla Virtus Siena. Nelle due stagioni disputate con la squadra toscana ha collezionato 55 presenze complessive, di cui 29 partendo nel quintetto iniziale.
Il 17 settembre 2012 viene acquistato dalla Dinamo Sassari e ceduto in prestito alla Fulgor Libertas Forlì in Legadue.

Per la stagione 2013-14 torna in Sardegna e con maglia della Dinamo, oltre che in Serie A, fa il suo esordio nelle competizioni europee giocando in Eurocup e si aggiudica la Coppa Italia.
Si presenta al via della nuova stagione reduce da un infortunio ad una mano occorsogli sul finire della precedente stagione e il 28 novembre viene depositata la risoluzione consensuale del contratto.

Il 4 dicembre viene formalizzato l'accordo fino al termine della stagione, con opzione per quella seguente, con la JuveCaserta.
Il 29 giugno 2015 passa alla Pallacanestro Cantù, con cui firma un contratto biennale.
Il 7 luglio 2016 risolve consensualmente il suo contratto con la Pallacanestro Cantù, ed il giorno dopo firma per l'Angelico Biella.
Nel giugno 2018 si accasa al Treviso Basket. Il 17 giugno 2019 conquista la prima promozione in serie A1 per la squadra veneta dando un sostanzioso apporto alla serie finale con 11.7 punti di media nella serie finita 3-0.
Il 5 giugno 2020 viene annunciato il suo passaggio alla Virtus Bologna.
Dal 7 luglio 2022 è in forza alla Reyer Venezia Mestre.

## Nazionale
Tessitori ha vestito la maglia dell'Italia under 20 a partire dal 2012, disputando l'Europeo di categoria in Slovenia. Nel 2011 e nel 2012 ha preso parte agli Europei Under-18.
Ha esordito in Nazionale maggiore nel 2014, disputando l'All Star Game.
Viene convocato per i Mondiali 2019 da Romeo Sacchetti come unico vero centro della squadra.

## Statistiche

### Eurocup
| Anno       | Squadra        | PG  | PT | MP   | TC%  | 3P%  | TL%  | RP  | AP  | PRP | SP  | PP   |
| ---------- | -------------- | --- | -- | ---- | ---- | ---- | ---- | --- | --- | --- | --- | ---- |
| 2013-2014  | Dinamo Sassari | 12  | 1  | 4,4  | 42,9 | 0,0  | 100  | 0,5 | 0,2 | 0,4 | 0,0 | 1,5  |
| 2020-2021  | Virtus Bologna | 18  | 8  | 11,3 | 66,7 | 16,7 | 55,2 | 2,4 | 0,9 | 0,8 | 0,6 | 6,5  |
| 2021-2022† | Virtus Bologna | 18  | 0  | 10,8 | 63,6 | 57,1 | 52,0 | 2,9 | 0,4 | 0,4 | 0,2 | 4,8  |
| 2022-2023  | Reyer Venezia  | 18  | 1  | 11,7 | 62,7 | 42,9 | 63,3 | 3,0 | 0,9 | 0,3 | 0,6 | 6,6  |
| 2023-2024  | Reyer Venezia  | 18  | 18 | 22,5 | 56,8 | 40,0 | 74,2 | 5,7 | 1,8 | 1,0 | 0,9 | 12,1 |
| 2024-2025  | Reyer Venezia  | 17  | 1  | 12,5 | 51,5 | 12,5 | 61,4 | 2,9 | 0,6 | 0,6 | 0,4 | 5,6  |
| Carriera   | Carriera       | 101 | 29 | 12,7 | 59,2 | 35,5 | 65,0 | 3,0 | 0,9 | 0,6 | 0,4 | 6,5  |

### Nazionale
| Cronologia completa delle presenze e dei punti in Nazionale - Italia | Cronologia completa delle presenze e dei punti in Nazionale - Italia | Cronologia completa delle presenze e dei punti in Nazionale - Italia | Cronologia completa delle presenze e dei punti in Nazionale - Italia | Cronologia completa delle presenze e dei punti in Nazionale - Italia | Cronologia completa delle presenze e dei punti in Nazionale - Italia | Cronologia completa delle presenze e dei punti in Nazionale - Italia | Cronologia completa delle presenze e dei punti in Nazionale - Italia |
| Data                                                                 | Città                                                                | In casa                                                              | Risultato                                                            | Ospiti                                                               | Competizione                                                         | Punti                                                                | Note                                                                 |
| -------------------------------------------------------------------- | -------------------------------------------------------------------- | -------------------------------------------------------------------- | -------------------------------------------------------------------- | -------------------------------------------------------------------- | -------------------------------------------------------------------- | -------------------------------------------------------------------- | -------------------------------------------------------------------- |
| 13/04/2014                                                           | Ancona                                                               | Italia                                                               | 76 - 59                                                              | World Stars                                                          | All Star Game                                                        | 6                                                                    | [ 10 ]                                                               |
| 28/06/2018                                                           | Trieste                                                              | Italia                                                               | 72 - 78                                                              | Croazia                                                              | Qual. Mondiali 2019                                                  | 4                                                                    | [ 11 ]                                                               |
| 01/07/2018                                                           | Groninga                                                             | Paesi Bassi                                                          | 81 - 66                                                              | Italia                                                               | Qual. Mondiali 2019                                                  | 2                                                                    | [ 12 ]                                                               |
| 07/09/2018                                                           | Amburgo                                                              | Rep. Ceca                                                            | 87 - 80                                                              | Italia                                                               | Torneo amichevole                                                    | 0                                                                    | [ 13 ]                                                               |
| 30/07/2019                                                           | Trento                                                               | Italia                                                               | 88 - 60                                                              | Romania                                                              | Torneo amichevole                                                    | 9                                                                    | [ 14 ]                                                               |
| 31/07/2019                                                           | Trento                                                               | Italia                                                               | 69 - 58                                                              | Costa d'Avorio                                                       | Torneo amichevole                                                    | 6                                                                    | [ 15 ]                                                               |
| 09/08/2019                                                           | Verona                                                               | Italia                                                               | 70 - 72                                                              | Russia                                                               | Torneo amichevole                                                    | 4                                                                    | [ 16 ]                                                               |
| 10/08/2019                                                           | Verona                                                               | Italia                                                               | 72 - 54                                                              | Venezuela                                                            | Torneo amichevole                                                    | 5                                                                    | [ 17 ]                                                               |
| 16/08/2019                                                           | Atene                                                                | Grecia                                                               | 83 - 63                                                              | Italia                                                               | Torneo Acropolis 2019                                                | 5                                                                    | [ 18 ]                                                               |
| 17/08/2019                                                           | Atene                                                                | Italia                                                               | 64 - 96                                                              | Serbia                                                               | Torneo Acropolis 2019                                                | 2                                                                    | [ 19 ]                                                               |
| 18/08/2019                                                           | Atene                                                                | Italia                                                               | 70 - 72                                                              | Turchia                                                              | Torneo Acropolis 2019                                                | 4                                                                    | [ 20 ]                                                               |
| 23/08/2019                                                           | Shenyang                                                             | Italia                                                               | 65 - 71                                                              | Serbia                                                               | Torneo amichevole                                                    | 2                                                                    | [ 21 ]                                                               |
| 25/08/2019                                                           | Shenyang                                                             | Italia                                                               | 80 - 82                                                              | Francia                                                              | Torneo amichevole                                                    | 10                                                                   | [ 22 ]                                                               |
| 26/08/2019                                                           | Anshan                                                               | Italia                                                               | 82 - 88                                                              | Nuova Zelanda                                                        | Torneo amichevole                                                    | 0                                                                    | [ 23 ]                                                               |
| 31/08/2019                                                           | Foshan                                                               | Italia                                                               | 108 - 62                                                             | Filippine                                                            | Mondiali 2019 - 1ª fase a gironi                                     | 9                                                                    | [ 24 ]                                                               |
| 02/09/2019                                                           | Foshan                                                               | Italia                                                               | 92 - 61                                                              | Angola                                                               | Mondiali 2019 - 1ª fase a gironi                                     | 10                                                                   | [ 25 ]                                                               |
| 04/09/2019                                                           | Foshan                                                               | Italia                                                               | 77 - 92                                                              | Serbia                                                               | Mondiali 2019 - 1ª fase a gironi                                     | 0                                                                    | [ 26 ]                                                               |
| 06/09/2019                                                           | Wuhan                                                                | Italia                                                               | 60 - 67                                                              | Spagna                                                               | Mondiali 2019 - 2ª fase a gironi                                     | 1                                                                    | [ 27 ]                                                               |
| 08/09/2019                                                           | Wuhan                                                                | Italia                                                               | 94 - 89 dts                                                          | Porto Rico                                                           | Mondiali 2019 - 2ª fase a gironi                                     | 12                                                                   | [ 28 ]                                                               |
| 20/02/2020                                                           | Napoli                                                               | Italia                                                               | 83 - 64                                                              | Russia                                                               | Qual. Euro 2022                                                      | 6                                                                    | [ 29 ]                                                               |
| 23/02/2020                                                           | Tallinn                                                              | Estonia                                                              | 81 - 87                                                              | Italia                                                               | Qual. Euro 2022                                                      | 6                                                                    | [ 30 ]                                                               |
| 30/11/2020                                                           | Tallinn                                                              | Russia                                                               | 66 - 70                                                              | Italia                                                               | Qual. Euro 2022                                                      | 27                                                                   | [ 31 ]                                                               |
| 18/02/2021                                                           | Perm'                                                                | Italia                                                               | 92 - 84                                                              | Macedonia del Nord                                                   | Qual. Euro 2022                                                      | 18                                                                   | [ 32 ]                                                               |
| 19/02/2021                                                           | Perm'                                                                | Italia                                                               | 101 - 105 dts                                                        | Estonia                                                              | Qual. Euro 2022                                                      | 6                                                                    | [ 33 ]                                                               |
| 01/07/2021                                                           | Belgrado                                                             | Italia                                                               | 90 - 83                                                              | Porto Rico                                                           | Qual. Olimpiadi 2021                                                 | 4                                                                    | [ 34 ]                                                               |
| 03/07/2021                                                           | Belgrado                                                             | Italia                                                               | 79 - 59                                                              | Rep. Dominicana                                                      | Qual. Olimpiadi 2021                                                 | 2                                                                    | [ 35 ]                                                               |
| 04/07/2021                                                           | Belgrado                                                             | Serbia                                                               | 95 - 102                                                             | Italia                                                               | Qual. Olimpiadi 2021                                                 | 2                                                                    | [ 36 ]                                                               |
| 25/07/2021                                                           | Saitama                                                              | Germania                                                             | 82 - 92                                                              | Italia                                                               | Olimpiadi 2021 - Fase a gironi                                       | 0                                                                    | [ 37 ]                                                               |
| 28/07/2021                                                           | Saitama                                                              | Italia                                                               | 83 - 86                                                              | Australia                                                            | Olimpiadi 2021 - Fase a gironi                                       | 0                                                                    | [ 38 ]                                                               |
| 31/07/2021                                                           | Saitama                                                              | Italia                                                               | 80 - 71                                                              | Nigeria                                                              | Olimpiadi 2021 - Fase a gironi                                       | 3                                                                    | [ 39 ]                                                               |
| 03/08/2021                                                           | Saitama                                                              | Italia                                                               | 75 - 84                                                              | Francia                                                              | Olimpiadi 2021 - Quarti di finale                                    | 0                                                                    | [ 40 ]                                                               |
| 26/11/2021                                                           | San Pietroburgo                                                      | Russia                                                               | 92 - 78                                                              | Italia                                                               | Qual. Mondiali 2023                                                  | 19                                                                   | [ 41 ]                                                               |
| 29/11/2021                                                           | Milano                                                               | Italia                                                               | 75 - 73                                                              | Paesi Bassi                                                          | Qual. Mondiali 2023                                                  | 13                                                                   | [ 42 ]                                                               |
| 24/02/2022                                                           | Hafnarfjörður                                                        | Islanda                                                              | 107 - 105 dts                                                        | Italia                                                               | Qual. Mondiali 2023                                                  | 2                                                                    | [ 43 ]                                                               |
| 27/02/2022                                                           | Bologna                                                              | Italia                                                               | 95 - 87                                                              | Islanda                                                              | Qual. Mondiali 2023                                                  | 8                                                                    | [ 44 ]                                                               |
| 04/07/2022                                                           | Almere                                                               | Paesi Bassi                                                          | 81 - 92                                                              | Italia                                                               | Qual. Mondiali 2023                                                  | 4                                                                    | [ 45 ]                                                               |
| 12/08/2022                                                           | Bologna                                                              | Italia                                                               | 78 - 79 dts                                                          | Francia                                                              | Amichevole                                                           | 0                                                                    | [ 46 ]                                                               |
| 16/08/2022                                                           | Montpellier                                                          | Francia                                                              | 100 - 68                                                             | Italia                                                               | Amichevole                                                           | 2                                                                    | [ 47 ]                                                               |
| 19/08/2022                                                           | Amburgo                                                              | Italia                                                               | 86 - 90                                                              | Serbia                                                               | Torneo amichevole                                                    | 0                                                                    | [ 48 ]                                                               |
| 20/08/2022                                                           | Amburgo                                                              | Italia                                                               | 96 - 80                                                              | Rep. Ceca                                                            | Torneo amichevole                                                    | 0                                                                    | [ 49 ]                                                               |
| 02/09/2022                                                           | Milano                                                               | Italia                                                               | 83 - 62                                                              | Estonia                                                              | EuroBasket 2022 - Fase a gironi                                      | 0                                                                    | [ 50 ]                                                               |
| 03/09/2022                                                           | Milano                                                               | Grecia                                                               | 85 - 81                                                              | Italia                                                               | EuroBasket 2022 - Fase a gironi                                      | 0                                                                    | [ 51 ]                                                               |
| 05/09/2022                                                           | Milano                                                               | Ucraina                                                              | 84 - 73                                                              | Italia                                                               | EuroBasket 2022 - Fase a gironi                                      | 0                                                                    | [ 52 ]                                                               |
| 06/09/2022                                                           | Milano                                                               | Italia                                                               | 81 - 76                                                              | Croazia                                                              | EuroBasket 2022 - Fase a gironi                                      | 0                                                                    | [ 53 ]                                                               |
| 08/09/2022                                                           | Milano                                                               | Italia                                                               | 90 - 56                                                              | Gran Bretagna                                                        | EuroBasket 2022 - Fase a gironi                                      | 5                                                                    | [ 54 ]                                                               |
| 11/09/2022                                                           | Berlino                                                              | Serbia                                                               | 86 - 94                                                              | Italia                                                               | EuroBasket 2022 - Ottavi                                             | 0                                                                    | [ 55 ]                                                               |
| 14/09/2022                                                           | Berlino                                                              | Francia                                                              | 93 - 85 dts                                                          | Italia                                                               | EuroBasket 2022 - Quarti                                             | 0                                                                    | [ 56 ]                                                               |
| 11/11/2022                                                           | Pesaro                                                               | Italia                                                               | 84 - 88 dts                                                          | Spagna                                                               | Qual. Mondiali 2023                                                  | 8                                                                    | [ 57 ]                                                               |
| 14/11/2022                                                           | Tbilisi                                                              | Georgia                                                              | 84 - 85                                                              | Italia                                                               | Qual. Mondiali 2023                                                  | 15                                                                   | [ 58 ]                                                               |
| 23/02/2023                                                           | Livorno                                                              | Italia                                                               | 85 - 75                                                              | Ucraina                                                              | Qual. Mondiali 2023                                                  | 11                                                                   | [ 59 ]                                                               |
| 26/02/2023                                                           | Cáceres                                                              | Spagna                                                               | 68 - 72                                                              | Italia                                                               | Qual. Mondiali 2023                                                  | 2                                                                    | [ 60 ]                                                               |
| 22/02/2024                                                           | Pesaro                                                               | Italia                                                               | 87 - 80                                                              | Turchia                                                              | Qual. Euro 2025                                                      | 2                                                                    | [ 61 ]                                                               |
| 25/02/2024                                                           | Szombathely                                                          | Ungheria                                                             | 62 - 83                                                              | Italia                                                               | Qual. Euro 2025                                                      | 12                                                                   | [ 62 ]                                                               |
| 22/11/2024                                                           | Reykjavík                                                            | Islanda                                                              | 71 - 95                                                              | Italia                                                               | Qual. Euro 2025                                                      | 6                                                                    | [ 63 ]                                                               |
| 25/11/2024                                                           | Reggio Emilia                                                        | Italia                                                               | 74 - 81                                                              | Islanda                                                              | Qual. Euro 2025                                                      | 0                                                                    | [ 64 ]                                                               |
| Totale                                                               |                                                                      | Presenze                                                             | 55                                                                   |                                                                      | Punti                                                                | 272                                                                  |                                                                      |

## Palmarès

### Club
- Campionato italiano: 1

Virtus Bologna: 2020-2021
- Supercoppa italiana: 1

Virtus Bologna: 2021
- Coppa Italia: 1

Dinamo Sassari: 2014
- Coppa Italia LNP: 2

Virtus Siena: 2011
Treviso Basket: 2019
- Eurocup: 1

Virtus Bologna: 2021-22

### Individuale
- MVP Coppa Italia Lega Nazionale Pallacanestro: 1

Virtus Siena: 2010-2011